# Jean-Jacques Nkouloukidi
Jean-Jacques Nkouloukidi (Roma, 15 aprile 1982) è un marciatore italiano.

## Biografia
Nato a Roma da padre congolese e madre haitiana, cresce ad Ostia praticando nuoto e calcio. Nel 1993 comincia a praticare atletica e quattro anni dopo vince il titolo italiano a livello giovanile della 10 km di marcia. Nel 2002 viene arruolato nelle Fiamme Gialle.
Nel 2008 arriva secondo ai campionati italiani e in Coppa del mondo a Čeboksary si classifica 19º con il tempo di 1h21'45", nuovo primato personale che gli vale la convocazione per i Giochi olimpici di Pechino dove termina 37º con il tempo di 1h26'56". Nel 2009, finisce terzo in Coppa Europa a Metz mentre il 15 agosto ai Campionati del mondo di Berlino arriva 21º nella gara di 20 km, con il suo primato stagionale di 1h23'07".
Sempre nel 2009 si laurea campione italiano assoluto sui 20 km a Borgo Valsugana con il tempo di 1h25'18".
È allenato dal tecnico Patrizio Parcesepe.

## Palmarès
| Anno | Manifestazione   | Sede     | Evento         | Risultato | Prestazione | Note                                     |
| ---- | ---------------- | -------- | -------------- | --------- | ----------- | ---------------------------------------- |
| 2001 | Europei juniores | Grosseto | Marcia 10000 m | 13º       |             |                                          |
| 2008 | Giochi olimpici  | Pechino  | Marcia 20 km   | 37º       | 1h26'53"    |                                          |
| 2009 | Universiadi      | Belgrado | Marcia 20 km   | 9º        | 1h24'13"    |                                          |
| 2009 | Mondiali         | Berlino  | Marcia 20 km   | 20º       | 1h23'07"    | Miglior prestazione personale stagionale |
| 2011 | Mondiali         | Taegu    | Marcia 50 km   | 15º       | 3h52'35"    | Miglior prestazione personale            |
| 2013 | Mondiali         | Mosca    | Marcia 50 km   | 24º       | 3h54'00"    | Miglior prestazione personale stagionale |
| 2014 | Europei          | Zurigo   | Marcia 50 km   | 22º       | 4h01'12"    |                                          |

## Campionati nazionali
- 2 volte campione nazionale assoluto di marcia 20 km (2009, 2010)

## Altre competizioni internazionali
2007
- 39º in Coppa Europa di marcia ( Leamington Spa), marcia 20 km - 1h26'51"

2008
- 19º in Coppa del mondo di marcia ( Čeboksary), marcia 20 km - 1h21'45"

2009
- Bronzo in Coppa Europa di marcia ( Metz), marcia 20 km - 1h25'07"

2010
- 24º in Coppa del mondo di marcia ( Chihuahua), marcia 20 km - 1h27'24"

2012
- 62º in Coppa del mondo di marcia ( Saransk), marcia 50 km - 4h21'46"

2013
- 15º in Coppa Europa di marcia ( Dudince), marcia 50 km - 3h56'32"

2014
- 20º in Coppa del mondo di marcia ( Taicang), marcia 50 km - 3h53'44"